# Shōgakukan
Shōgakukan (jap. 株式会社小学館 Kabushiki-gaisha Shōgakukan) – japońskie wydawnictwo zajmujące się publikacją m.in. słowników, literatury oraz mangi z siedzibą w dzielnicy Chiyoda w Tokio, założone 8 sierpnia 1922.
Od 1955 roku sponsoruje nagrodę Shōgakukan Manga.

## Wydawane czasopisma

### Kodomo
- CoroCoro Comic
- Bessatsu CoroCoro Comic
- CoroCoro Ichiban!

### Shōnen
- Shūkan Shōnen Sunday
- Bessatsu Shōnen Sunday
- Shōnen Sunday Super
- Gekkan Shōnen Sunday

### Seinen
- Big Comic
  - Big Comic Business
  - Big Comic Original
  - Big Comic Spirits
  - Monthly Big Comic Spirits
  - Big Comic Special
  - Big Comic Superior
- Monthly Ikki
- Monthly Sunday Gene-X
- Weekly Young Sunday

### Shōjo
- Betsucomi
- Cheese!
- Chuchu
- Ciao
- Pochette
- Shōjo Comic

### Josei
- flowers
- Judy
- Petit Comic